# Bosque Farms
Bosque Farms és una població dels Estats Units a l'estat de Nou Mèxic. Segons el cens del 2000 tenia 3.931 habitants.

## Demografia
Segons el cens del 2000, Bosque Farms tenia 3.931 habitants, 1.422 habitatges, i 1.126 famílies. La densitat de població era de 384,2 habitants per km².
Dels 1.422 habitatges en un 33,9% hi vivien nens de menys de 18 anys, en un 67,5% hi vivien parelles casades, en un 8% dones solteres, i en un 20,8% no eren unitats familiars. En el 16,5% dels habitatges hi vivien persones soles el 6,1% de les quals corresponia a persones de 65 anys o més que vivien soles. El nombre mitjà de persones vivint en cada habitatge era de 2,76 i el nombre mitjà de persones que vivien en cada família era de 3,1.
Per edats la població es repartia de la següent manera: un 26% tenia menys de 18 anys, un 6,2% entre 18 i 24, un 25,4% entre 25 i 44, un 29,4% de 45 a 60 i un 12,9% 65 anys o més.
L'edat mediana era de 41 anys. Per cada 100 dones de 18 o més anys hi havia 95,6 homes.
La renda mediana per habitatge era de 44.055 $ i la renda mediana per família de 49.688 $. Els homes tenien una renda mediana de 40.963 $ mentre que les dones 25.726 $. La renda per capita de la població era de 20.317 $. Aproximadament el 4,8% de les famílies i el 7,7% de la població estaven per davall del llindar de pobresa.

## Poblacions més properes
El següent diagrama mostra les poblacions més properes.